# Tadeusz Szumański
Tadeusz Szumański (ur. 1903 w Wilnie, zm. 1986 w Katowicach) – polski fotograf, fotoreporter wojenny. Uczestnik kampanii wrześniowej. Fotoreporter 2 Warszawskiej Brygady Pancernej 2 Korpusu Polskiego pod dowództwem gen. Władysława Andersa. Członek Związku Bojowników o Wolność i Demokrację.

## Życiorys

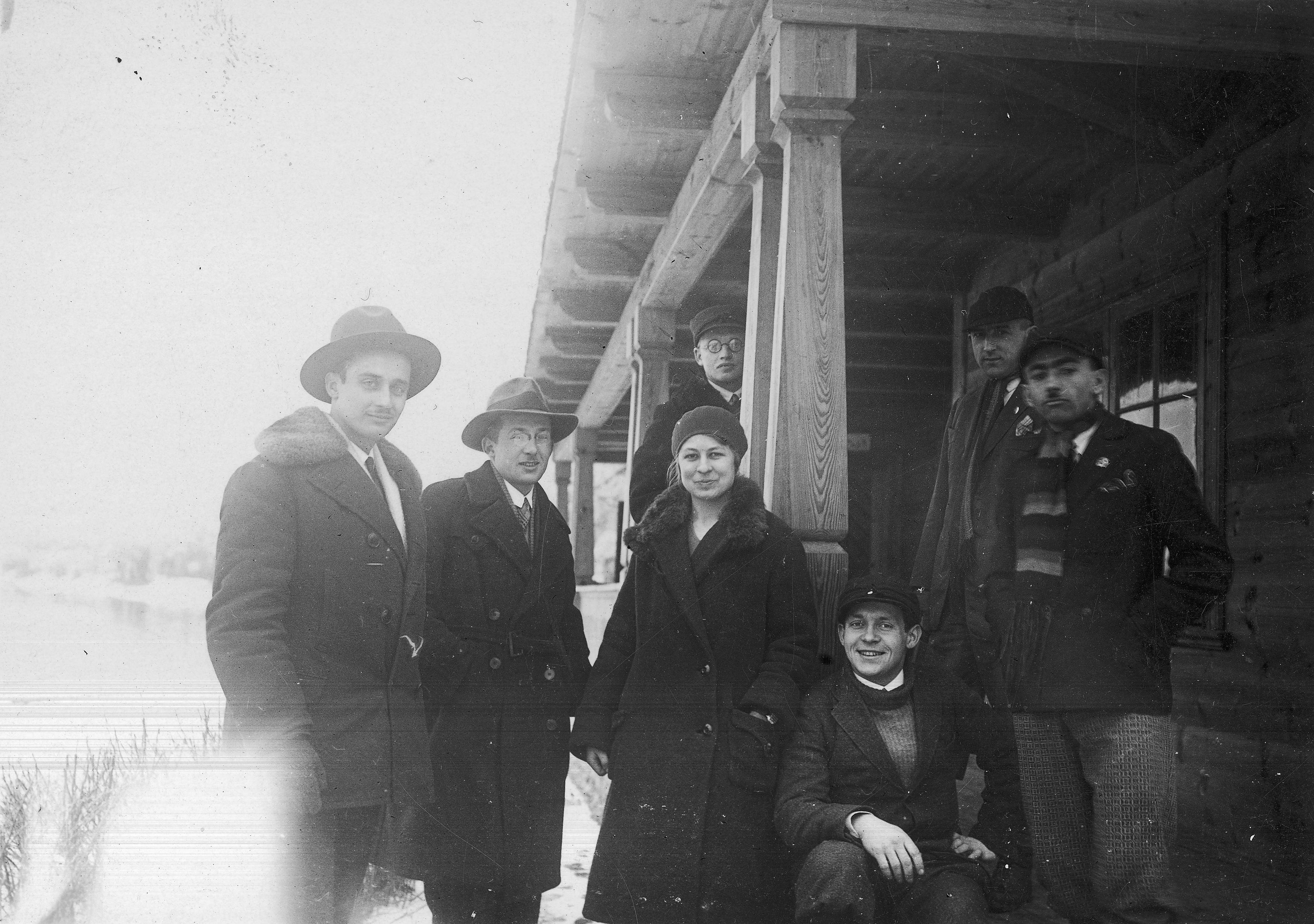
Tadeusz Szumański (3. z prawej) w towarzystwie przyjaciół z AZS Wilno

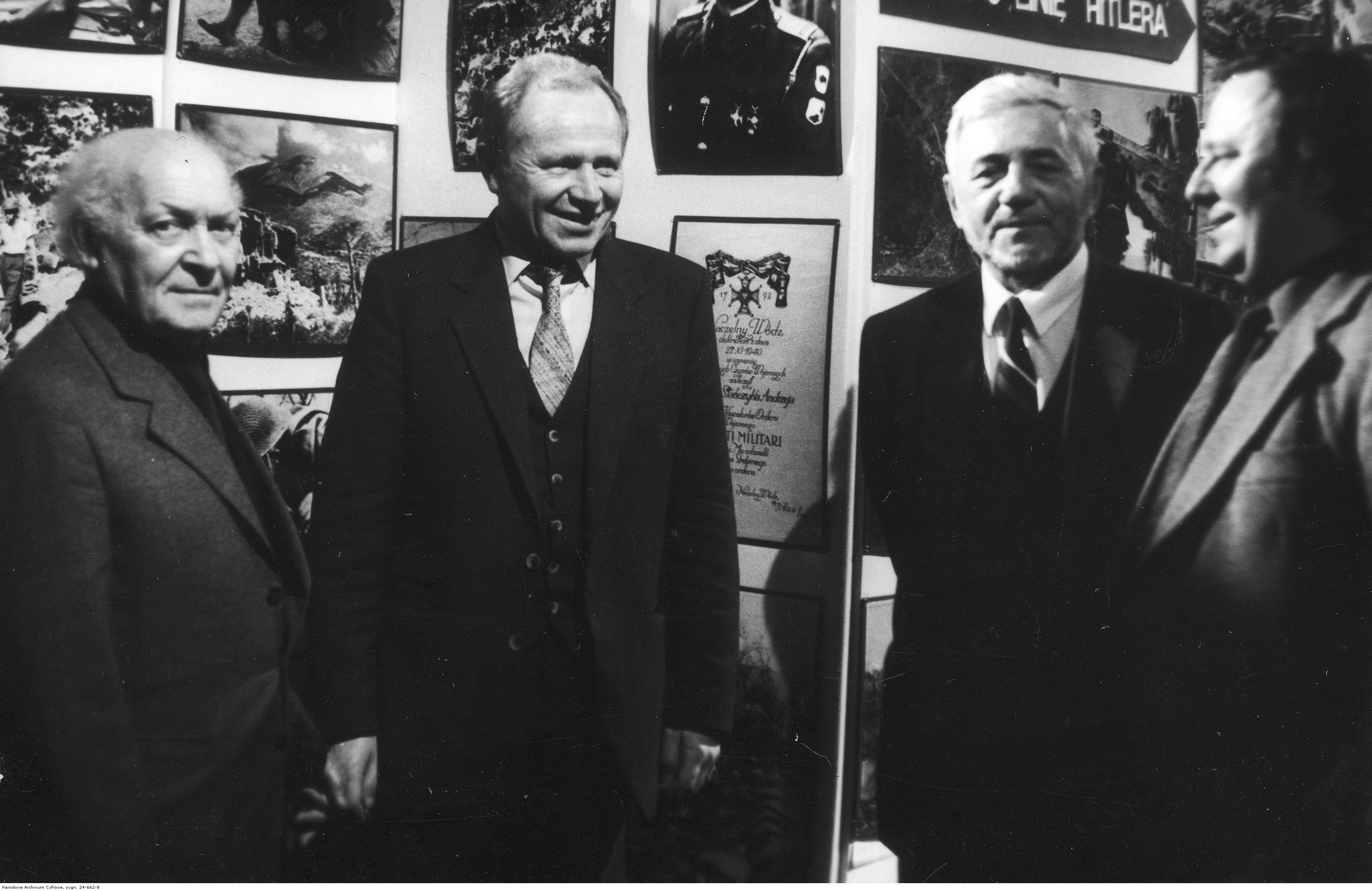
Wystawa fotografii wojennych Tadeusza Szumańskiego (1. z lewej) "Polacy zdobyli Monte Cassino"; 1984

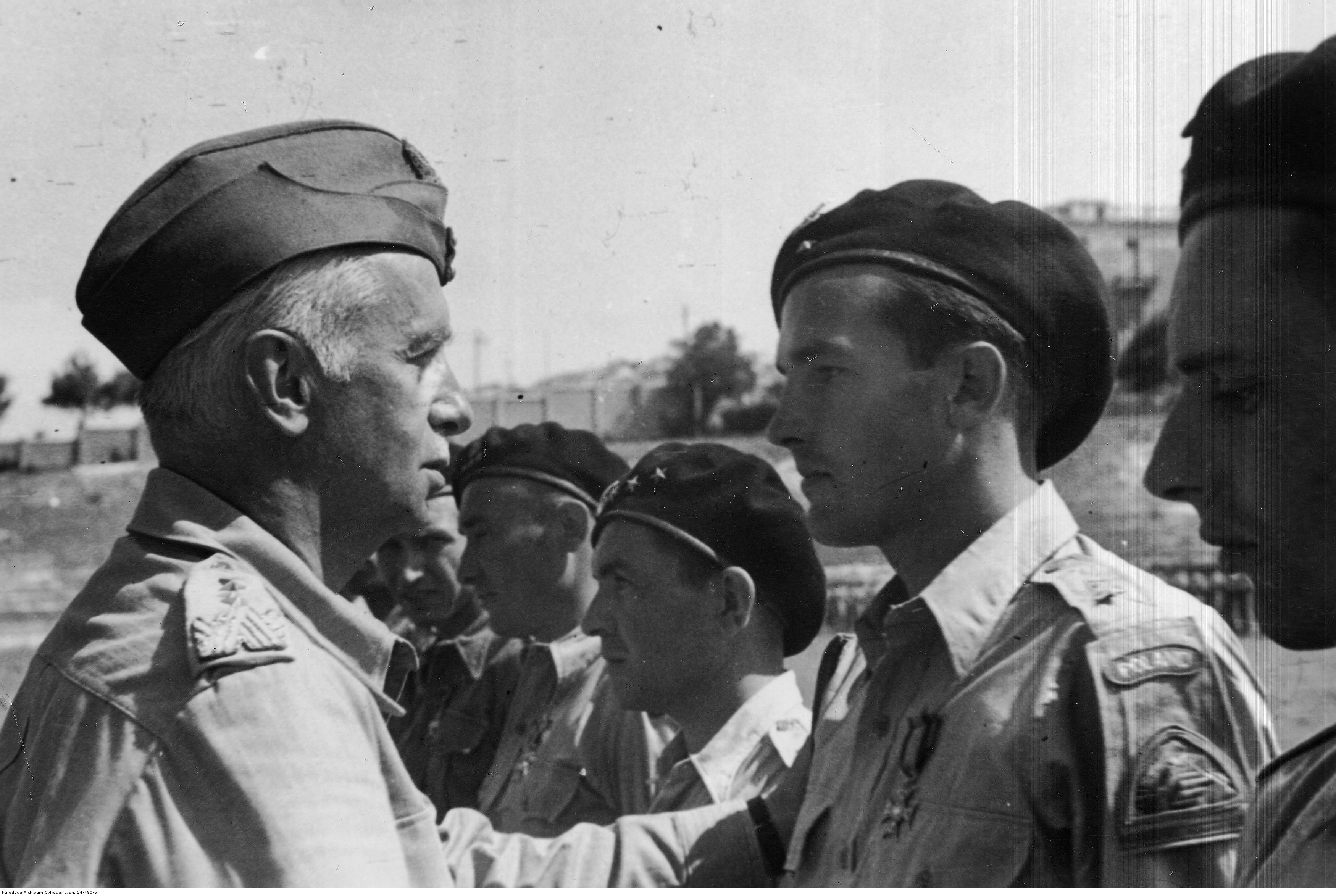
Foto: Tadeusz Szumański

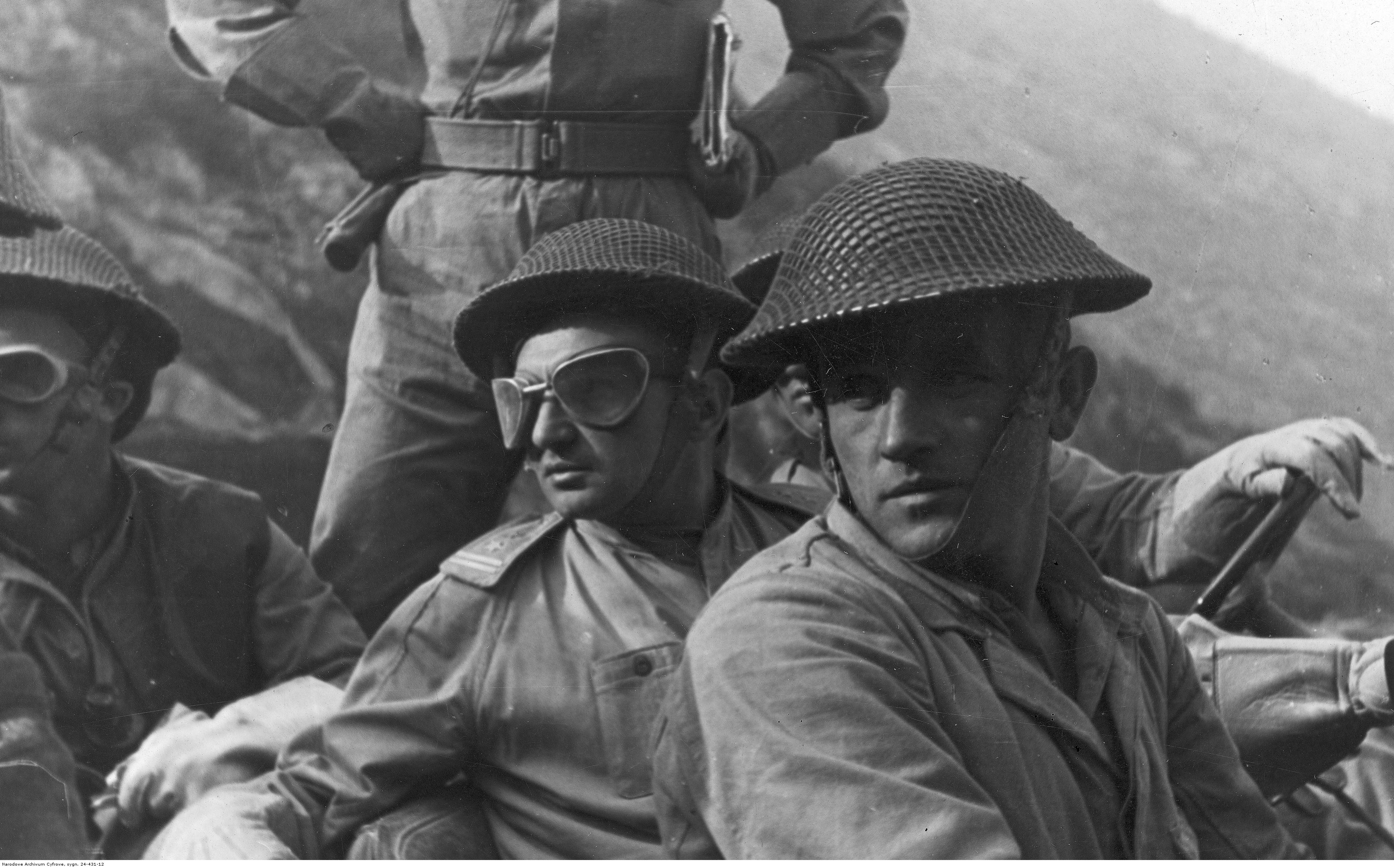
Foto: Tadeusz Szumański

Syn Władysława i Emy z domu Kalina. Po wybuchu I wojny światowej jego rodzina została zesłana w głąb Rosji, skąd po roku przenieśli się do Moskwy. Udało mu się przedostać na teren Polski, gdzie wstąpił do Ochotniczego Harcerskiego Batalionu Wileńskiego a następnie do Wojska Polskiego. Był absolwentem Wyższej Szkoły Handlu Zagranicznego we Lwowie oraz Wyższej Szkoły Handlowej w Warszawie. Od 1928 mieszkał w Warszawie, od 1932 mieszkał w Katowicach. W 1939 przydzielony do 73 pułku piechoty, uczestniczył w wojnie obronnej. Po zakończeniu działań wojennych (przez Rumunię, Jugosławię, Włochy) przedostał się do Francji, gdzie również uczestniczył w działaniach wojennych. W 1942 został fotoreporterem 2 Warszawskiej Brygady Pancernej 2 Korpusu Polskiego pod dowództwem gen. Władysława Andersa, gdzie pełnił jednocześnie obowiązki podoficera kulturalnego (kolportaż czasopism, organizacja seansów filmowych, przedstawień teatralnych). Jest autorem fotografii dokumentujących działania wojenne między innymi w Egipcie, Libii, pod Monte Cassino. Za udział w walkach o Anconę oraz Bolonię został dwukrotnie odznaczony Krzyżem Walecznych. 
Po zakończeniu działań wojennych we Włoszech zajmował się również fotografią dokumentacyjno-historyczną polskich jednostek – fotografował broń, odznaki, odznaczenia, pojazdy wojskowe, sztandary. Archiwum fotograficzne Tadeusza Szumańskiego (ok. 14,5 tysiąca fotografii pozostało w Anglii. Do Polski, do Katowic wrócił w 1947 przywożąc część fotografii oraz negatywów. Część jego zdjęć trafiło do zbiorów Krakowskiego Towarzystwa Fotograficznego, przekazane do Muzeum Fotografii w Krakowie. Jego fotografie znajdują się również w zbiorach Narodowego Archiwum Cyfrowego. Jest autorem dużej części zdjęć publikowanych w wydaniach książki Melchiora Wańkowicza – Bitwa o Monte Cassino.

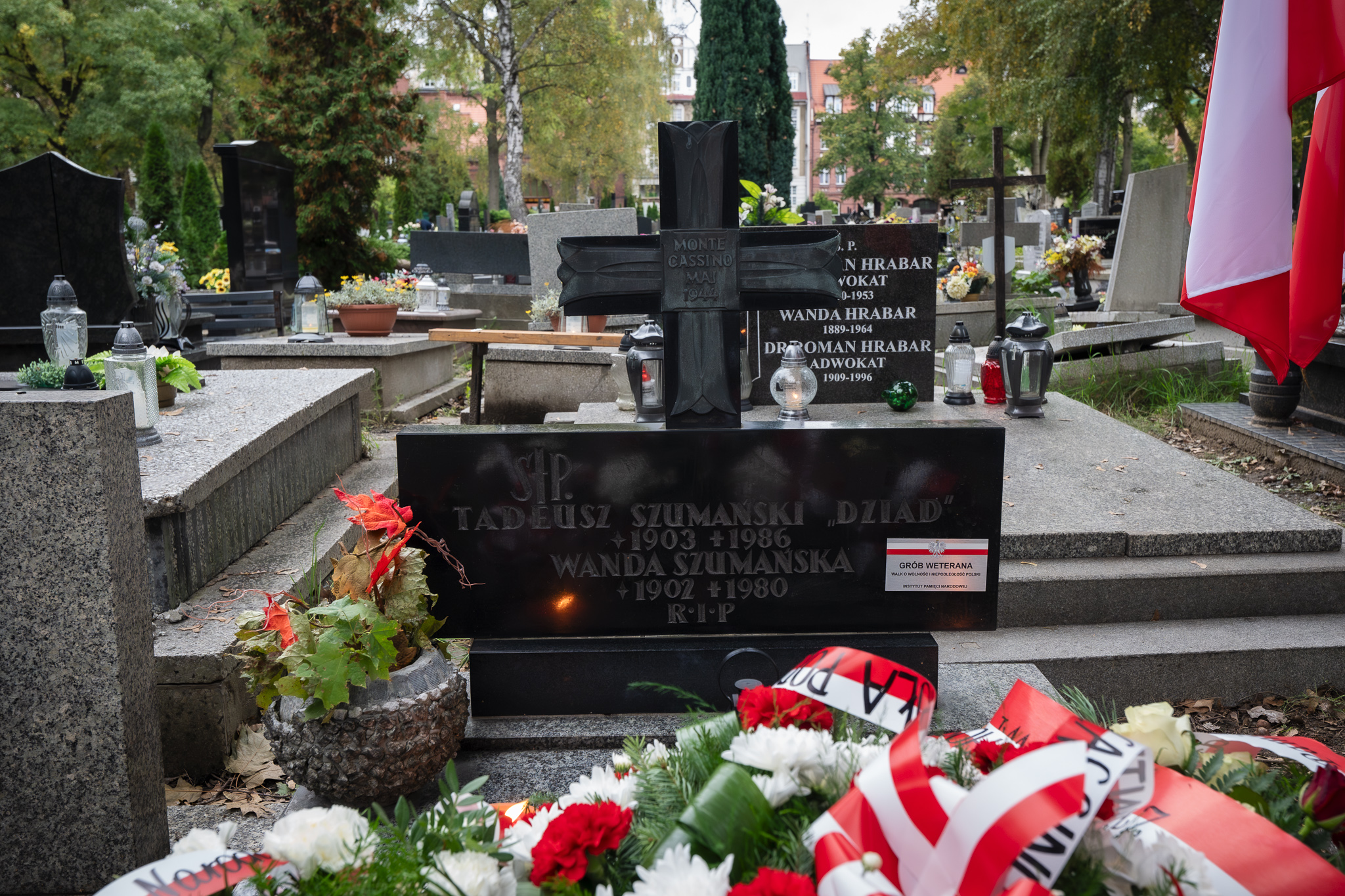
Grób Tadeusza Szumańskiego

Jest pochowany na cmentarzu parafialnym przy ul. Francuskiej w Katowicach. W 2024 r. jego grób został oznaczony przez Instytut Pamięci Narodowej plakietą „Grób Weterana Walk o Wolność i Niepodległość Polski”.

## Ordery i odznaczenia
Za swą służbę został odznaczony
- Krzyż Walecznych – dwukrotnie
- Krzyż Oficerski Orderu Odrodzenia Polski
- Krzyż Kawalerski Orderu Odrodzenia Polski
- Krzyż Pamiątkowy Monte Cassino
- 1939-45 Star